# Irakische Islamische Wertepartei
Die Irakische Islamische Wertepartei (arabisch حزب الفضيلة الإسلامي العراقي, DMG Ḥizb al-Faḍīla al-Islāmiyya al-ʿIrāqi, auch als Fadila-Bewegung oder (al-)Fadhela-Partei bekannt) ist eine gemäßigte schiitische Partei im Irak.

## Geschichte
al-Fadhela wurde 2003 kurze Zeit nach Saddam Husseins Sturz infolge einer Meinungsverschiedenheit bezüglich der innerparteilichen Disziplin und der Verteilung von Entscheidungskompetenzen zwischen Muqtada as-Sadr und Muhammad Yaqubi gegründet als Yaqubi mit einem Teil der Sadr-Bewegung seine eigene Partei gründete. al-Fadhela nahm an der Wahl zur Nationalversammlung im Januar 2005 sowie an der Wahl zum Repräsentantenrat im Dezember 2005 als Untergruppe der Vereinigten Irakischen Allianz teil und konnte bei Letzterer 15 Sitze im Parlament gewinnen (14 Direktmandate und ein Ausgleichsmandat). Im Mai 2006 wurde der bisherige Generalsekretär von al-Fadhela, Nadim al-Dschabiri, durch Abdelrahim al-Husseini ersetzt und al-Fadhela zog sich mit der Begründung US-amerikanischer Einmischung aus den Koalitionsverhandlungen zur Bildung einer Regierung zurück, nachdem andere Parteien es abgelehnt hatten al-Fadhela die Posten des Öl- und Handelsministers zuzugestehen. Im März 2007 verließ al-Fadhela schließlich die Vereinigte Irakische Allianz unter dem Vorwand, dass deren Führer Muqtada as-Sadr die Partei radikalisieren und den Graben zwischen irakischen Sunniten und Schiiten vertiefen wolle. Hierauf schloss sich al-Fadhela der nationalistisch-säkularen Irakischen Nationalbewegung Iyad Allawis an und lehnte im September 2007 ein Verhandlungsangebot der Sadr-Bewegung ab. Ein schwerer Schlag für al-Fadhela kam allerdings im April 2007, als es dem obersten islamischen Rat im Irak gelang, ein Misstrauensvotum gegen Muhammad al-Waili, den damaligen Gouverneur der Provinz Basra, zu gewinnen, wodurch die islamische Wertepartei ihre wichtigste politische Position verlor. Bei der Wahl zum Repräsentantenrat in 2010 konnte al-Fadhela dann auch lediglich sechs Parlamentssitze für sich entscheiden, obgleich die Irakische Nationalbewegung insgesamt die meisten Sitze im Parlament gewann.

## Politische Ideologie
al-Fadhela vereint politische Elemente des schiitischen Islamismus mit irakischem und religiösem Nationalismus sowie Konservatismus.